# المديرية العامة للضرائب (إندونيسيا)
المديرية العامة للضرائب هي وكالة حكومية إندونيسية تابعة لوزارة المالية لديها مهمة صياغة وتنفيذ سياسات الضرائب والمعايير الفنية في مجال الضرائب.

## التاريخ
كان تنظيم المديرية العامة للضرائب في الأصل مزيجًا من بعض الوحدات الضريبية، مثل:
- مكتب الضرائب: المسؤول عن إجراء تحصيل الضرائب على أساس التنظيم والتشريع.
- مكتب المزاد: المسؤول عن بيع البضائع المصادرة في المزاد لتسوية المستحقات الضريبية للدولة.
- مكتب محاسب الضرائب: وهو مسؤول عن مساعدة مكتب الضرائب على إجراء التدقيق الضريبي على دافع الضرائب.
- مكتب الضرائب الزراعية: يقع تحت إشراف مديرية مساهمة التنمية الإقليمية إلى المديرية العامة للنقد، وهي المسؤولة عن تنفيذ تحصيل الضرائب على المنتجات الزراعية وضريبة الأراضي.

بناءً على المرسوم الرئاسي رقم 12/1976 بتاريخ 27 مارس 1976 ، تم تحويل مديرية مساهمة التنمية الإقليمية من المديرية العامة للنقد إلى المديرية العامة للضرائب. من أجل تنسيق تنفيذ اللوائح الضريبية على المستوى الإقليمي، تم إنشاء مفتشية للضرائب الإقليمية، في جاكرتا وبعض المناطق مثل سومطرة وجاوة وكاليمانتان وشرق إندونيسيا. أصبحت مفتشية الضرائب الإقليمية فيما بعد المديرية الإقليمية للضرائب المكتب الإقليمي كما هي اليوم.